# Caller
En caller är den som ropar eller sjunger ut turerna i modern Square dance. Det är inte dansarna själva som väljer vilka danssteg och figurer som ska dansas utan callern bestämmer vilka turer som ska dansas och i vilken ordning. I ett hash call mera utropas (engelska: to call) än sjungs namnen på turerna, "calls". I ett singing call vävs callen in i ursprungstexten av den för tillfället använda sången och ersätter en del av texten. Callern ansvarar för att dansen avlöper på ett ordnat sätt genom att bestämma dansens hela koreografi. När en eller flera squarer har "brakat samman" (engelska: to break) och dansarna står stilla, återställer callern ordningen genom lämpliga uppmaningar. Han ser även till att alla dansare i slutet av dansen åter har hamnat i sin utgångsposition och åter bildar ett par med sin ursprungliga danspartner.
För att kunna fullgöra uppgiften behövs, förutom en lämplig sångröst, teknisk utrustning och musik. Callern använder en musikanläggning med mikrofon. De konventionellt använda skivspelarna med den speciella funktionen som möjliggör hastighetsreglering av musiken håller sedan några år på att bytas ut mot datastyrda anläggningar med förstärkare.
På större allmänna danser agerar ofta flera caller från olika länder. Många berömda caller kommer från USA, men även caller från Storbritannien och Sverige har skaffat sig världsrykte. 
Inspelade calls finns att köpa som singlar och CD:s.